# Stuor-Saiva (Gällivare socken, Lappland, 749463-162437)
Stuor-Saiva är en sjö i Gällivare kommun i Lappland och ingår i Luleälvens huvudavrinningsområde. Sjön har en area på 0,447 kvadratkilometer och ligger 487,1 meter över havet. Stuor-Saiva ligger i Sjaunja Natura 2000-område. Sjön avvattnas av vattendraget Saivajåkkå.

## Delavrinningsområde
Stuor-Saiva ingår i det delavrinningsområde (749466-162287) som SMHI kallar för Mynnar i Pätsasj. Medelhöjden är 652 meter över havet och ytan är 41,78 kvadratkilometer. Det finns inga avrinningsområden uppströms utan avrinningsområdet är högsta punkten. Saivajåkkå som avvattnar avrinningsområdet har biflödesordning 3, vilket innebär att vattnet flödar genom totalt 3 vattendrag innan det når havet efter 322 kilometer. Avrinningsområdet består mestadels av skog (50 procent) och kalfjäll (36 procent). Avrinningsområdet har 1,23 kvadratkilometer vattenytor vilket ger det en sjöprocent på 2,9 procent.